# Pulau Komoran
Pulau Komoran är en ö i Indonesien.   Den ligger i provinsen Papua, i den östra delen av landet, 3 500 km öster om huvudstaden Jakarta. Arean är 690 kvadratkilometer.
Terrängen på Pulau Komoran är mycket platt. Öns högsta punkt är 27 meter över havet. Den sträcker sig 28,1 kilometer i nord-sydlig riktning, och 40,2 kilometer i öst-västlig riktning.